# اخترویر
اخترویر (به آلمانی: Achterwehr) یک شهر در آلمان است.

## خصوصیات
اکترور ۱۵٫۶۵ کیلومترمربع مساحت دارد ۲۹ متر بالاتر از سطح دریا واقع شده‌است.